# Langlaufen op de Olympische Winterspelen 1968
Langlaufen is een van de sporten die beoefend werden tijdens de Olympische Winterspelen 1968 in Grenoble.

## Heren

### 15 kilometer
| rang   | sporter(s)        | land | tijd    |
| ------ | ----------------- | ---- | ------- |
| Goud   | Harald Grønningen | NOR  | 47:54.2 |
| Zilver | Eero Mäntyranta   | FIN  | 47:56.1 |
| Brons  | Gunnar Larsson    | SWE  | 48:33.7 |
| 4      | Kalevi Laurila    | FIN  | 48:37.6 |
| 5      | Jan Halvarsson    | SWE  | 48:39.1 |
| 6      | Bjarne Andersson  | SWE  | 48:41.1 |
| 7      | Pål Tyldum        | NOR  | 48:42.0 |
| 8      | Odd Martinsen     | NOR  | 48:59.3 |

### 30 kilometer
| rang   | sporter(s)        | land | tijd      |
| ------ | ----------------- | ---- | --------- |
| Goud   | Franco Nones      | ITA  | 1:35:39.2 |
| Zilver | Odd Martinsen     | NOR  | 1:36:28.9 |
| Brons  | Eero Mäntyranta   | FIN  | 1:36:55.3 |
| 4      | Vladimir Voronkov | URS  | 1:37:10.8 |
| 5      | Giulio De Florian | ITA  | 1:37:12.9 |
| 6      | Kalevi Laurila    | FIN  | 1:37:29.8 |
| 7      | Kalevi Oikarainen | FIN  | 1:37:34.4 |
| 8      | Gunnar Larsson    | SWE  | 1:37:48.1 |

### 50 kilometer
| rang   | sporter(s)          | land | tijd      |
| ------ | ------------------- | ---- | --------- |
| Goud   | Ole Ellefsæter      | NOR  | 2:28:45.8 |
| Zilver | Vjatsjeslav Vedenin | URS  | 2:29:05.5 |
| Brons  | Josef Haas          | SUI  | 2:29:14.8 |
| 4      | Pål Tyldum          | NOR  | 2:29:26.7 |
| 5      | Melcher Risberg     | SWE  | 2:29:37.0 |
| 6      | Gunnar Larsson      | SWE  | 2:29:37.2 |
| 7      | Jan Halvarsson      | SWE  | 2:30:05.9 |
| 8      | Reidar Hjermstad    | NOR  | 2:31:01.8 |

### 4 x 10 kilometer Estafette
| rang   | sporter(s)                                                               | land | tijd      |
| ------ | ------------------------------------------------------------------------ | ---- | --------- |
| Goud   | Odd Martinsen Pål Tyldum Harald Grønningen Ole Ellefsæter                | NOR  | 2:08:33.5 |
| Zilver | Jan Halvarsson Bjarne Andersson Gunnar Larsson Assar Rönnlund            | SWE  | 2:10:13.2 |
| Brons  | Kalevi Oikarainen Hannu Taipale Kalevi Laurila Eero Mäntyranta           | FIN  | 2:10:56.7 |
| 4      | Vladimir Voronkov Anatolij Akentiev Valeri Tarakanov Vjatsjeslav Vedenin | URS  | 2:10:57.2 |
| 5      | Konrad Hischler Josef Haas Florian Koch Alois Kälin                      | SUI  | 2:15:32.4 |
| 6      | Giulio De Florian Franco Nones Palmiro Serafini Aldo Stella              | ITA  | 2:16:32.2 |
| 7      | Gerhard Grimmer Axel Lesser Peter Thiel Gert-Dietmar Klause              | GDR  | 2:19:22.8 |
| 8      | Helmut Gerlach Walter Demel Herbert Steinbeißer Karl Buhl                | FRG  | 2:19:37.6 |

## Dames

### 5 kilometer
| rang   | sporter(s)         | land | tijd    |
| ------ | ------------------ | ---- | ------- |
| Goud   | Toini Gustafsson   | SWE  | 16:45.2 |
| Zilver | Galina Koelakova   | URS  | 16:48.4 |
| Brons  | Alevtina Koltsjina | URS  | 16:51.6 |
| 4      | Barbro Martinsson  | SWE  | 16:52.9 |
| 5      | Marjatta Kajosmaa  | FIN  | 16:54.6 |
| 6      | Rita Atsjkina      | URS  | 16:55.1 |
| 7      | Inger Aufles       | NOR  | 16:58.1 |
| 8      | Senja Pusula       | FIN  | 17:00.3 |

### 10 kilometer
| rang   | sporter(s)         | land | tijd    |
| ------ | ------------------ | ---- | ------- |
| Goud   | Toini Gustafsson   | SWE  | 36:45.5 |
| Zilver | Berit Mørdre       | NOR  | 37:54.6 |
| Brons  | Inger Aufles       | NOR  | 37:59.9 |
| 4      | Barbro Martinsson  | SWE  | 38:07.1 |
| 5      | Marjatta Kajosmaa  | FIN  | 38:09.0 |
| 6      | Galina Koelakova   | URS  | 38:26.7 |
| 7      | Alevtina Koltsjina | URS  | 38:52.9 |
| 8      | Babben Enger-Damon | NOR  | 38:54.4 |

### 3 x 5 kilometer Estafette
| rang   | sporter(s)                                             | land | tijd      |
| ------ | ------------------------------------------------------ | ---- | --------- |
| Goud   | Inger Aufles Babben Enger-Damon Berit Mørdre           | NOR  | 57:30.0   |
| Zilver | Britt Strandberg Toini Gustafsson Barbro Martinsson    | SWE  | 57:51.0   |
| Brons  | Alevtina Koltsjina Rita Atsjkina Galina Koelakova      | URS  | 58:13.6   |
| 4      | Senja Pusula Marjatta Olkkonen Marjatta Kajosmaa       | FIN  | 58:45.1   |
| 5      | Weronika Budny Józefa Czerniawska Stefania Biegun      | POL  | 59:04.7   |
| 6      | Renate Köhler Gudrun Schmidt Christine Nestler         | GDR  | 59:33.9   |
| 7      | Michaela Endler Barbara Barthel Monika Mrklas          | FRG  | 1:01:49.3 |
| 8      | Velitsjka Pandeva Nadezjda Vassiljeva Svetana Sotirova | BUL  | 1:05:35.7 |

## Medaillespiegel
| rang | land        | goud | zilver | brons | totaal |
| ---- | ----------- | ---- | ------ | ----- | ------ |
| 1    | Noorwegen   | 4    | 2      | 1     | 7      |
| 2    | Zweden      | 2    | 2      | 1     | 5      |
| 3    | Italië      | 1    | 0      | 0     | 1      |
| 4    | Sovjet-Unie | 0    | 2      | 2     | 4      |
| 5    | Finland     | 0    | 1      | 2     | 3      |
| 6    | Zwitserland | 0    | 0      | 1     | 1      |
|      |             | 7    | 7      | 7     | 21     |